# Ammobium
Ammobium is een geslacht van eenjarige en overblijvende planten uit de composietenfamilie. De naam is afgeleid van de Griekse woorden ammos = zand en bios = leven. 
Het geslacht is inheems in Oost- en Zuidoost-Australië. De planten van dit geslacht worden gekweekt vanwege hun fraaie bloemen. De bloemen zijn wit met een geel hart van buisbloempjes, die later zwart verkleuren. De bladeren zijn zilverachtig grijs.
In Nederland en België is vooral Ammobium alatum bekend onder de naam Zandbloem of Papierknopje. Deze is afkomstig uit New South Wales.
Deze wordt gekweekt om te worden gebruikt als droogbloem. Er zijn verschillende cultivars van ontwikkeld: Ammobium alatum 'Chelsea Physic', Ammobium alatum 'Grandiflorum' en Ammobium alatum 'Bikini' zijn de bekendste.
In de tuin kunnen ze als eenjarige in de 2e helft van april onder glas gezaaid worden met een onderlinge afstand van 30 tot 35 cm. De plant wordt 40-90 cm hoog. Ze verdragen zowel volle zon als gedeeltelijke schaduw. 

## Soorten
- Ammobium alatum R.Br.
- Ammobium calyceroides (Cass.) Anderb.
- Ammobium craspedioides Benth.